# 宮田村図書館
宮田村図書館（みやだむらとしょかん）は、長野県上伊那郡宮田村にある公立図書館。独立館の宮田村立宮田村図書館として1983年（昭和58年）に開館し、1999年（平成11年）に宮田村民会館へ移転した。児童サービスを重視しつつ、「みんなが学び、使い、憩い、みんなに育てられる図書館」を目指した運営が行われている。

## 歴史
組織としては1982年（昭和57年）12月に発足し、1983年（昭和58年）10月1日に宮田村立宮田村図書館として開館した。長野県では4番目の村立図書館であり、文化施設の中心となることが期待された。所在地は宮田村6771-1で、鉄筋コンクリート構造2階建ての独立館を有していた。
1999年（平成11年）4月2日、新築された複合施設・宮田村民会館の中へ移転した。館内には学習室、屋外には読書広場も整備された。この時、館名を宮田村図書館に改称した。

## 利用案内
宮田村の出身者だった哲学者の唐木順三が寄贈した図書約3,500冊からなる唐木順三文庫を保有する。2019年（平成31年/令和元年）現在の蔵書数は約6万冊で、うち5.5万冊が公開書架にある。小規模な図書館であり、新着図書も少ないが、その分、1冊ずつ本の帯を装着して蔵書検索の便宜を図っている。
コンピュータシステムには日本電気（NEC）LiCS-ReⅡを採用している。
- 開館時間：10時から18時まで
- 休館日：月曜日、祝日の翌日、蔵書点検期間、年末年始
- 貸出制限：村民以外の利用も可。
- 貸出可能点数：本・絵本=10冊、紙芝居=5点、雑誌=3冊（新刊不可）、CD・カセットテープ=3本、DVD・ビデオテープ=1本
- 貸出可能期間：DVD・ビデオテープ=7日間、一部の雑誌=8日間、その他=15日間
- 返却場所：図書館カウンター、本返却口

### 宮田村民会館
図書館は宮田村民会館内にあり、同館で最大の床面積を占める施設となっている。同館は地域総合整備事業債を主に利用し、16億5245万3千円をかけて1998年（平成10年）10月30日に竣工した。城取建築設計事務所の設計監理、宮下・小林・黒河内建設共同企業体の施工による。鉄骨鉄筋コンクリート構造平屋建て・一部2階建てで、敷地面積は9,402 m2、建築面積は2,741.50 m2、延床面積は3,419.33 m2。
同館にはほかにホール、研修室、向山雅重民俗資料館を併設している。ホールは可動式の300席を備え、コンサート、演劇、講演などに利用される。向山雅重民俗資料館は、宮田村出身の民俗学者・向山雅重が収集した資料を中心に展示する民俗資料館であり、郷土の民具に向山の解説を付したり、向山の歌人としての側面に着目した展示を取り入れたりしている。

## 特色

### 利用者の特徴
宮田村は半径2 km以内に生活圏が収まっており、村民同士が顔なじみの関係にある。図書館員と利用者、利用者同士の間でも顔なじみとなり、館内では情報交換や偶然の再会を喜び合う光景が見られる。中には「外に出ていた方がいい」と言って毎日のように足しげく図書館に通い、半日ほど滞在する高齢者もいる。
多様な年齢層が訪れる中で、夕方には園児連れの保護者の姿が目立ち、館内を賑わせる。

### サービスの特徴
宮田村図書館では児童サービスを中心に据えた運営を続けてきた。例えば毎月のおはなし会（読み聞かせ、工作など）や福祉課と連携して行うブックスタート、さまざまな人と協力して行う図書館まつりなどがある。図書館まつりは1990年代には年2回開催していたが、2019年（平成31年/令和元年）現在は年1回である。大ホールで音楽劇、図書館で読み聞かせなど村民会館全体を使って行われる。
一方で、高齢化社会の進展に伴って、高齢者が生き甲斐を持てるように高齢者や働き盛りの世代に向けたサービスの提供も模索されている。一例として、館内のギャラリーでは地域住民の絵画・書道・写真などの展示を行い、村の広報紙・広報みやだの「図書館だより」で村民のリレー随筆を掲載するといった活動に取り組んでいる。また、児童書専門のコマ書店店長を講師に招いた「絵本読み聞かせ講座」、「図書館ボランティア活動の学習会」などを開催したことがある。